# La signora di mezzanotte
La signora di mezzanotte (Midnight) è un film del 1939 diretto da Mitchell Leisen.
Nel 2013 è stato scelto per essere conservato nel National Film Registry della Biblioteca del Congresso degli Stati Uniti d'America.

## Trama
Una showgirl americana arriva a Parigi dopo essere stata in Riviera e aver perso tutto il suo denaro al Casino. Scesa dal treno, senza un soldo, con un unico abito (da sera) addosso, si mette alla ricerca di un lavoro senza successo. Viene aiutata da un tassista che finirà per innamorarsi di lei. Imbucatasi in una casa di ricchi, fa amicizia con il padrone di casa ma, alla fine, tornerà dal suo tassista ungherese.

## Produzione

### Riprese
Il film fu girato dal 14 novembre 1938 al 16 gennaio 1939.

## Distribuzione
Distribuito dalla Paramount Pictures.

### Date di uscita
- Stati Uniti d'America: 15 marzo 1939
- Francia: 18 maggio 1939
- Danimarca: 10 giugno 1939
- Finlandia: 2 settembre 1939
- Ungheria: 11 dicembre 1939
- Turchia: 1940
- Germania Ovest: 18 marzo 1973 (prima TV)